# 植田正治
植田 正治（うえだ しょうじ、1913年3月27日 - 2000年7月4日）は、日本の写真家。
出生地である鳥取県境港市を拠点に70年近く活動。前衛的な演出写真は「植田調」として知られ、写真誕生の地であるフランスでも日本語表記そのままに「Ueda-cho」として紹介されている。

## 経歴
鳥取県西伯郡境町（現・境港市）に生まれる。生家は履物店（商号は「下駄屋」）である。
小学生の頃に写真をはじめ、米子写友会、日本光画協会、中国写真家集団、銀龍社などに参加。写真雑誌のコンテストでも、多数の入選を得るなど、戦前、戦中、戦後にかけて活躍。特に1980年代以降、多数の展覧会開催や写真集出版を行った。
数ある作品の中でも、鳥取砂丘を舞台にした「砂丘シリーズ」はよく知られている。
植田作品は人をオブジェのように配する構図や、逆に物を擬人化するなどの特徴を持ち、土門拳や名取洋之助の時代以降の主観や演出を重視した日本の写真傾向と合致し、また、その後に大きく興隆する 広告写真、ファッション写真とも親近性があったこともあり、次第に評価が高まった。
1994年、シンガーソングライター・福山雅治のシングル「HELLO」のCDジャケットを手がける。それ以降、福山とは親交を深め、写真を指導した。
2000年7月4日、87歳で死去。
没後、2005年頃より再評価の動きが出始め、回顧展開催や写真集出版が行われた。2005年には植田正治写真美術館にて福山雅治、菊池武夫、堀内誠一とのコラボレーションをテーマにした『〜オマージュ・植田正治に捧ぐ〜』を開催した。またヨーロッパや、東京都写真美術館でも回顧展が開催された。

## 年譜
- 1913年 鳥取県西伯郡境町（現・境港市）に履物製造小売業を営む父・植田常寿郎、母・ミヤの二男として生まれる
- 1925年 境尋常高等小学校（現・境港市立境小学校）卒業
- 1931年 鳥取県立米子中学校（現・米子東高等学校）卒業。米子写友会入会[5]
- 1932年 増谷麟の世話により、東京へ行きオリエンタル写真学校に入学、3ヶ月間通う。帰郷し自宅で植田写真場を開業
- 1937年 中国写真家集団創立同人となる[5]
- 1946年 戦後第1作｢童｣が朝日写真展覧会特選に入選
- 1947年 写真グループ｢銀龍社｣に参加
- 1955年 二科会写真部会員となる
- 1958年 ニューヨーク近代美術館でのエドワードスタイケンによる企画展に｢雪の面｣を出品
- 1975年 九州産業大学芸術学部写真学科教授(待遇)に就任(～1994年)
- 1978年 フランスからアルル･フォト･フェスティバルに招待される　作品数点がフランス国立図書館のコレクションに入る
- 1979年 島根大学教育学部非常勤講師就任(～1983年)
- 1993年 東京で大規模な個展が開催される
- 1994年 フランス文化庁が20作品購入
- 1995年 鳥取県西伯郡岸本町（現・伯耆町）に植田正治写真美術館開館[5]
- 2000年 7月4日死去[5]

## 家系
植田写真機店は先代以来、境町で最も古い履物店で、盆と年末の客の数は大変なものだった。銀座通りで、新しいスタイルで履物部を移転し、写真芸術家として日本でも有名な植田正治が専ら写真専業に名声を高めた。
植田家は正治の祖父・文太郎以来『下駄屋』の商号で町民から親しまれ、“下駄屋の履物は、花緒が緩まない”と喜ばれていた。祖父・文太郎は境町の指導的人物であり、境町会議員をつとめている。

## 個人美術館
- 植田正治写真美術館

## 受賞・栄典
- 1954年 - 第2回二科賞[5]
- 1975年 - 日本写真協会賞年度賞[5]
- 1978年 - 文化庁創設10周年記念功労者表彰[5]
- 1984年 - ADC賞
- 1985年 - 勲五等双光旭日章[7]
- 1988年 - 第4回東川賞国内作家賞
- 1989年 - 日本写真協会賞功労賞
- 1996年 - フランス共和国芸術文化勲章シュヴァリエ[5]
- 1998年 - 第1回鳥取県県民功績賞[5]

## 著書・写真集
- 『田園の写し方』東京アルス〈アルス写真文庫42〉、1940年。
- 下村章雄との共著『山陰の旅』社会思想研究会出版部〈現代教養文庫〉、1962年。
- 上田正昭との共著『カメラ紀行　出雲の神話―神々のふるさと』淡交新社、1965年。
- 奈良本達也との共著『隠岐：人と歴史』淡交新社、1967年。
- 『童暦』中央公論社〈映像の現代　第3巻〉、1971年。
- 石塚尊俊との共著『出雲路旅情』朝日新聞社、1971年。
- 上田正昭との共著『神話の旅 : 出雲・日向のふるさと』毎日新聞社〈日本のふるさとシリーズ〉、1973年。
- 『植田正治小旅行写真帖　音のない記憶』日本カメラ社、1974年。
- 上田正昭との共著『出雲』毎日新聞社、1974年。
- 東野芳明との共著『出雲大社』平凡社、1974年。
- 『砂丘・子供の四季』朝日ソノラマ〈ソノラマ写真選書11〉、1978年。
- 漢東種一郎との共著『松江』山陰放送、1978年。
- 『新出雲風土記』集英社〈日本の美　現代日本写真全集　第5巻〉、1980年。
- 『植田正治ベス単写真帖　白い風』日本カメラ社、1981年。
- 『植田正治』朝日新聞社〈昭和写真・全仕事10〉、1983年。
- 『砂丘　植田正治写真集』PARCO出版局、1986年。
- 『軌道回帰　ポラロイド35mm写真帖』私家版、1986年。
- 『植田正治とその仲間たち』米子市美術館、1992年。
- 『植田正治の写真』財団法人東日本鉄道文化財団、1993年。
- 『Shoji Ueda Photographs：（1930s-1990s）』財団法人植田正治写真美術財団、1995年。
- 『SHOJI UEDA （人）たち』PARCO出版、1995年。
- 『SHOJI UEDA （物）たち』PARCO出版、1995年。
- 『植田正治写真集』宝島社、1995年。
- 黒田杏子との共著『「おくのほそ道」をゆく』小学館、1997年。
- 『植田正治』岩波書店〈日本の写真家20〉、1998年。
- 金子隆一 編『植田正治・写真の作法　アマチュア諸君!』光琳社出版、1999年。
- textes: Gabriel Bauret 編『Collection l'oiseau rare SHOJI UEDA』FILIGRANES Editions、Paris、2000年。
- 『植田正治 私の写真作法』TBSブリタニカ（現：CCCメディアハウス）、2000年。ISBN 978-4484002170。
- 鷲田清一との共著『まなざしの記憶―だれかの傍らで』TBSブリタニカ、2000年。ISBN 978-4484004143。
- 『吹き抜ける風 : 植田正治写真集』金子隆一・神保京子・仲田薫子編、求龍堂、2006年 ISBN 978-4763006066
- 『植田正治の世界』植田正治写真、平凡社〈コロナ・ブックス 136〉、2007年 ISBN 978-4582634341
- 『僕のアルバム』植田正治写真、仲田薫子監修、求龍堂、2007年 ISBN 978-4763007292
- 『植田正治 小さい伝記』阪急コミュニケーションズ（現：CCCメディアハウス）、2008年 ISBN 978-4484072357
- 『写真とボク』クレヴィス、2010年 ISBN 978-4904845073
- 『印籠カメラ冩眞帖』青幻舎、2011年 ISBN 978-4861523328
- 『八雲立つ出雲 : 植田正治、上田正昭が歩いた神々のふるさと』植田正治写真、上田正昭文、青幻舎、2012年 ISBN 978-4861523618
- 『手から、手へ』池井昌樹詩、植田正治写真、山本純司編、集英社、2012年 ISBN 978-4087714746
- 『カコちゃんが語る 植田正治の写真と生活』増谷和子著、平凡社、2013年 ISBN 978-4582231236
- 『植田正治のつくりかた』金子隆一監修、青幻舎、2013年 ISBN 978-4861524110
- 『松江 : 一九六〇年』植田正治写真、漢東種一郎文、山陰放送、2014年 ISBN 978-4905323037 ※1978年版の復刻
- 『砂丘LA MODE』朝日新聞出版、2016年 ISBN 978-4023314917
- 鷲田清一との共著『まなざしの記憶』KADOKAWA〈角川ソフィア文庫〉、2016年。ISBN 978-4044000837。
- 『植田正治作品集』飯沢耕太郎・金子隆一監修、河出書房新社、2016年 ISBN 978-4309277288

## ギャラリー

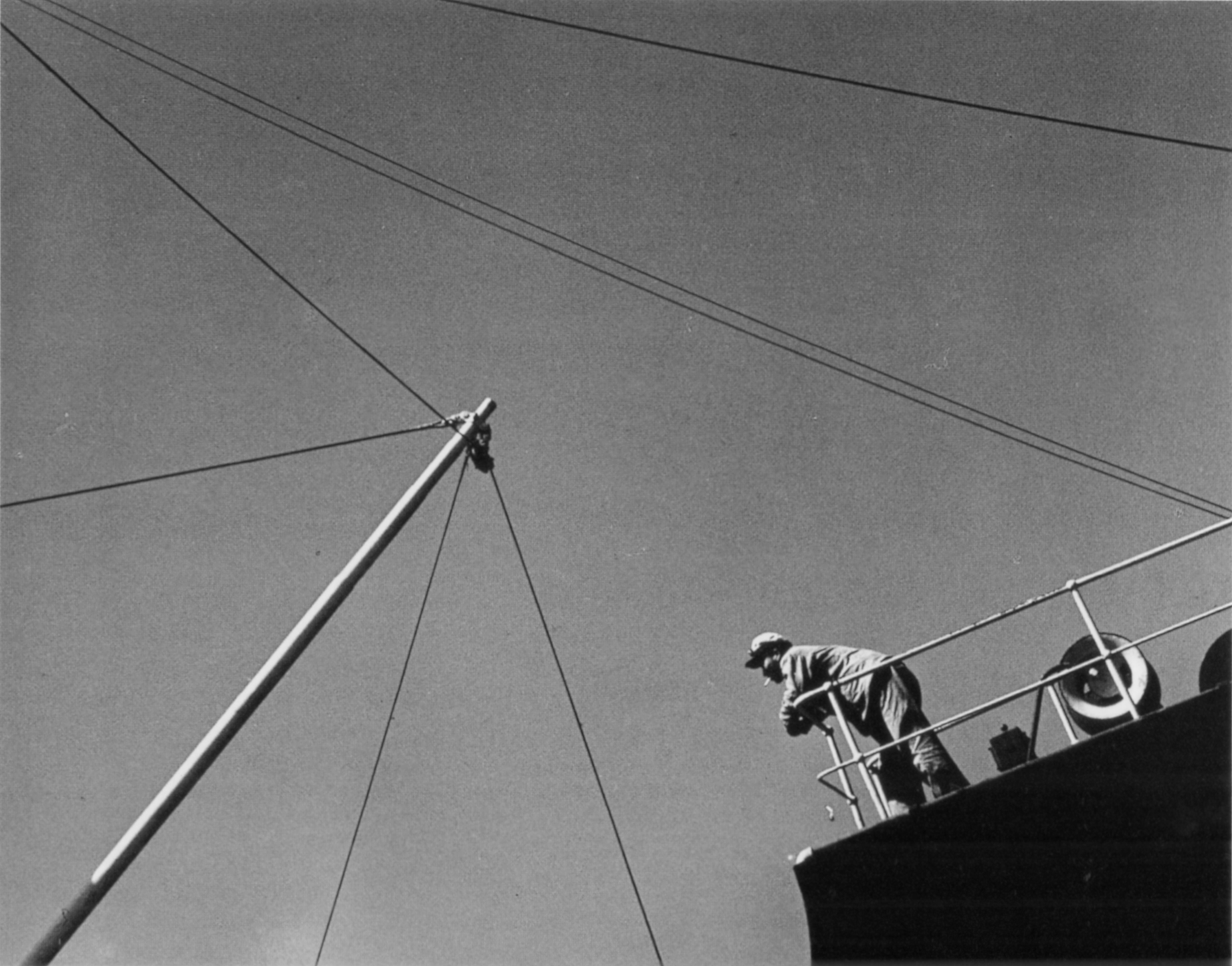
『船』(1933年)
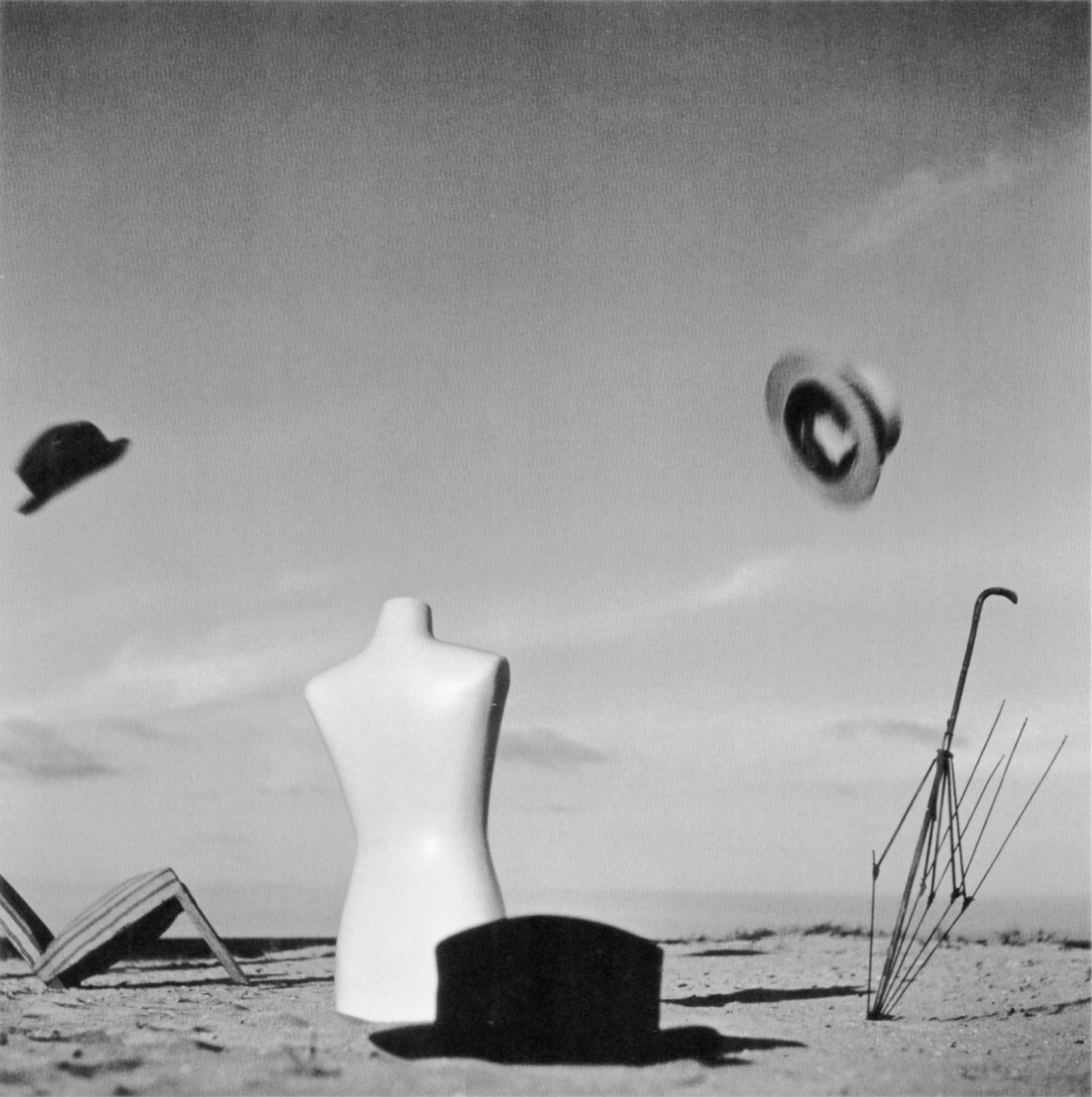
『コンポジション』(1937年)
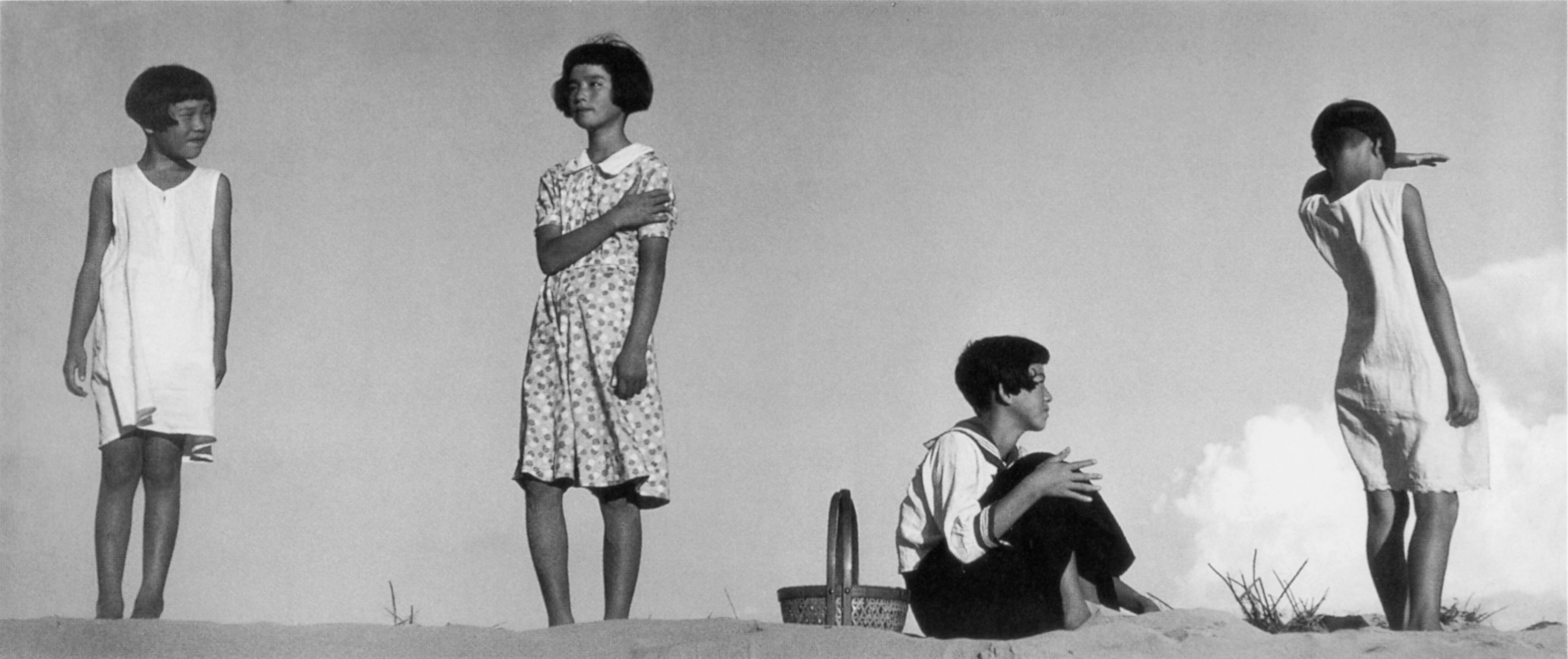
『少女四態』(1939年)
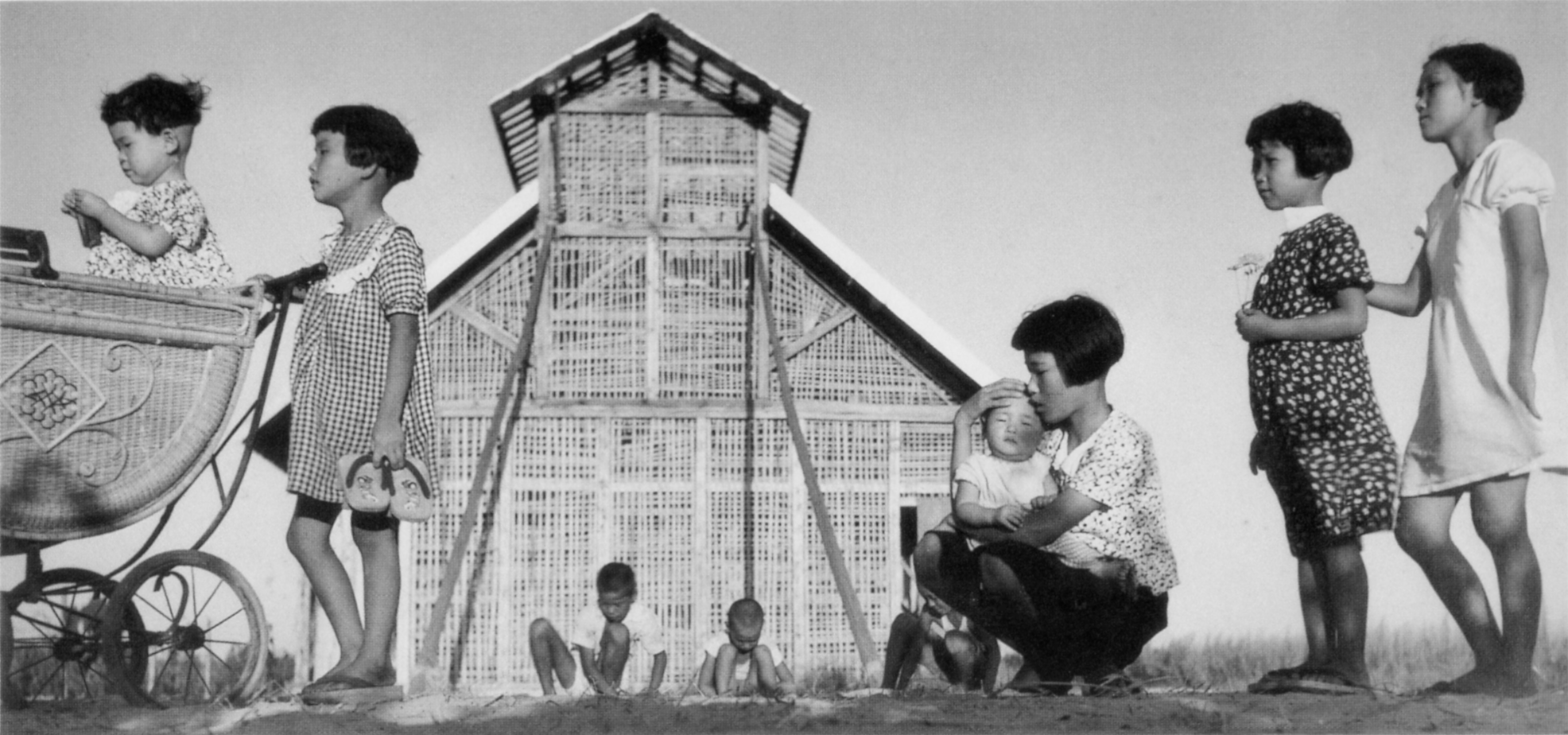
『群童』(1939年)
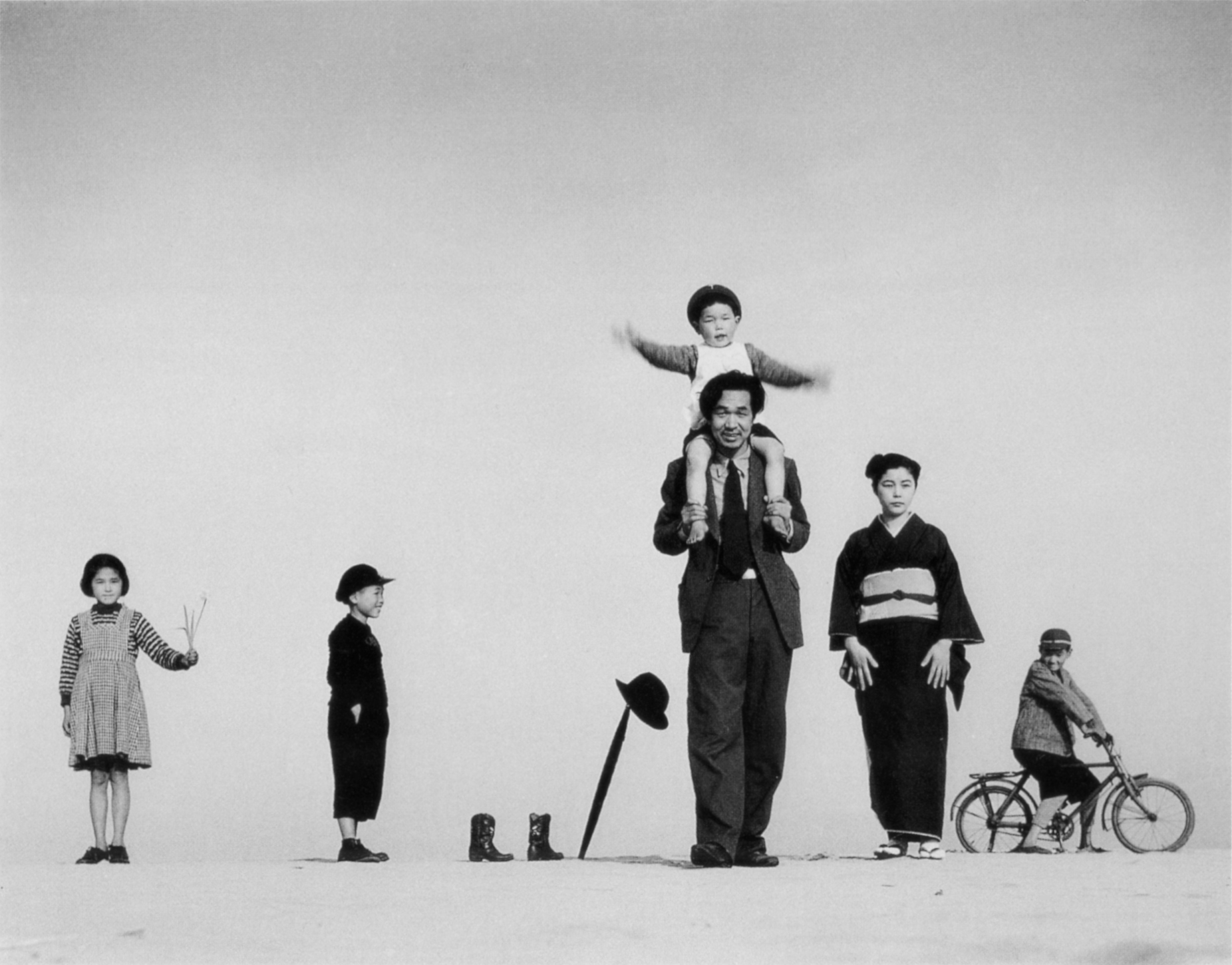
『パパとママとコドモたち』(1949年)
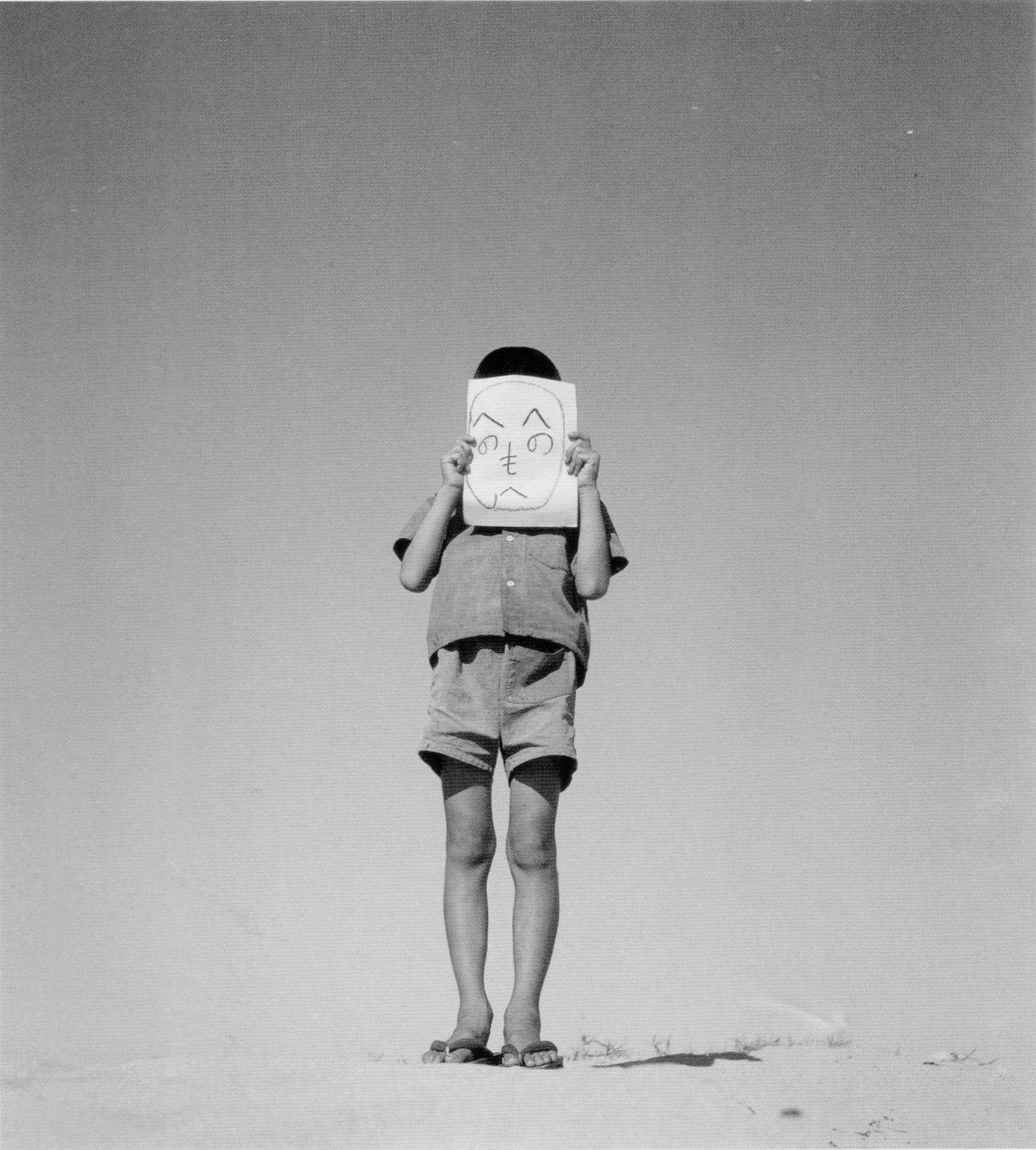
『へのへのもへの』(1949年)
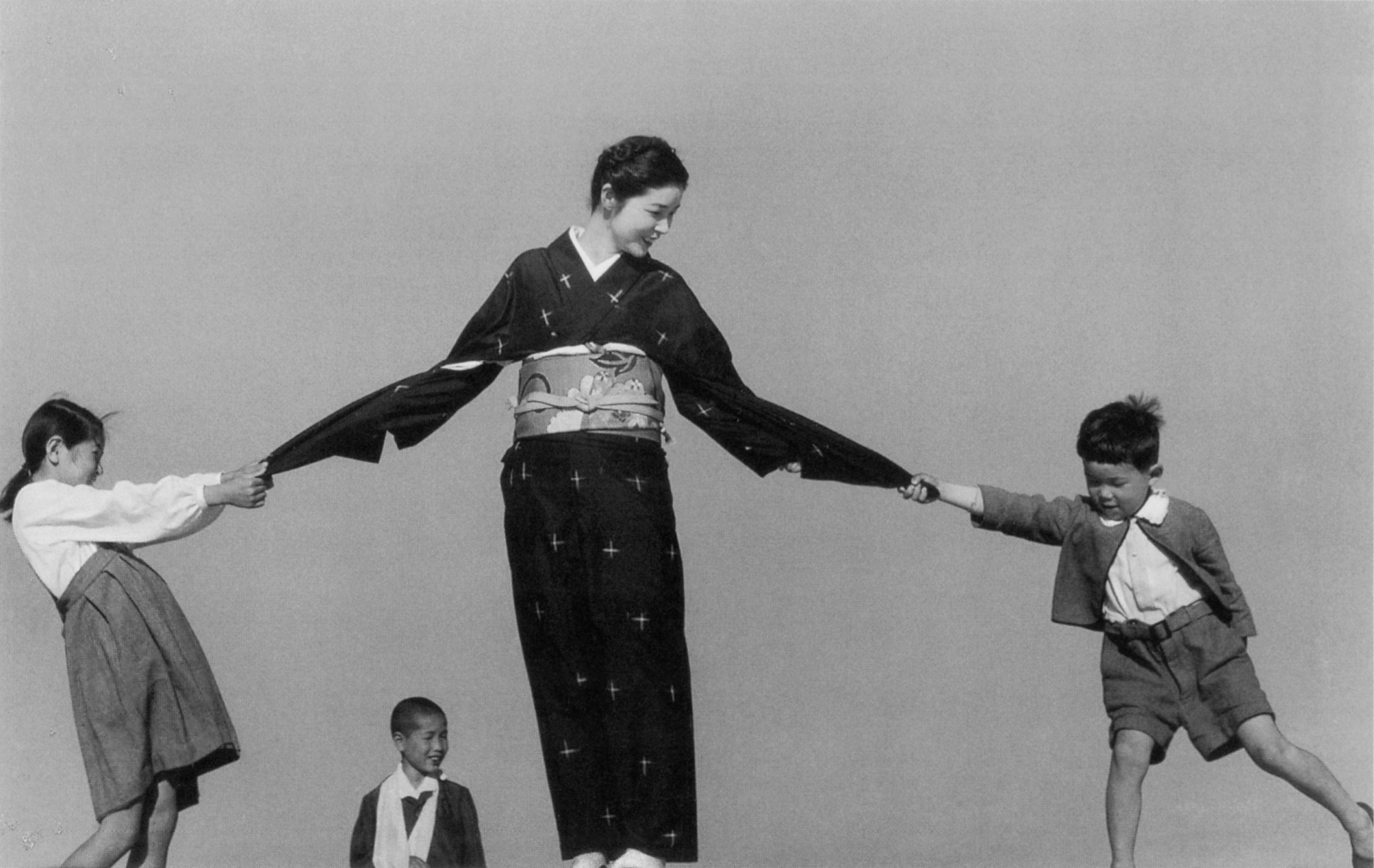
『ボクのワタシのお母さん』(1950年)
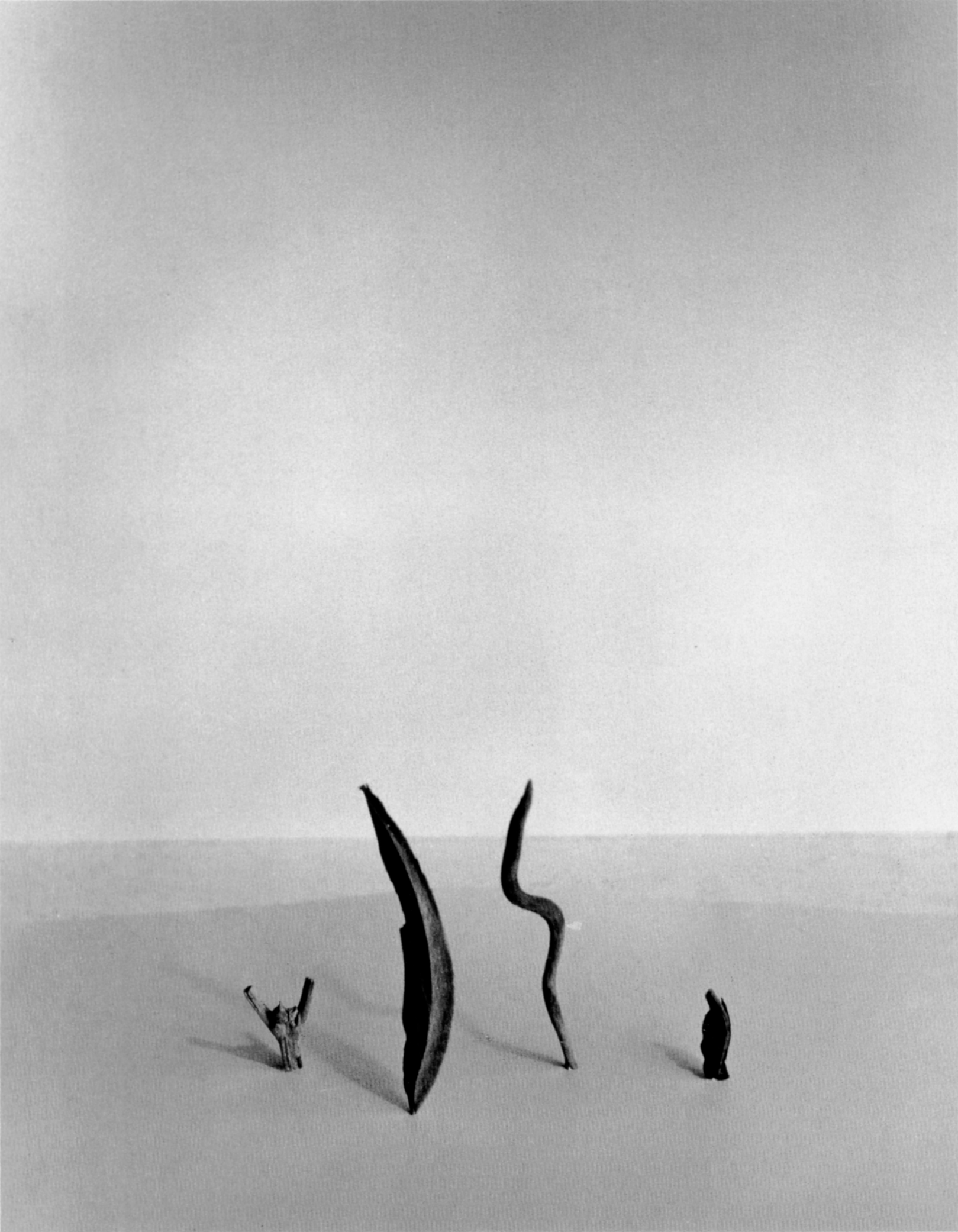
『小さな漂流者』(1950年)
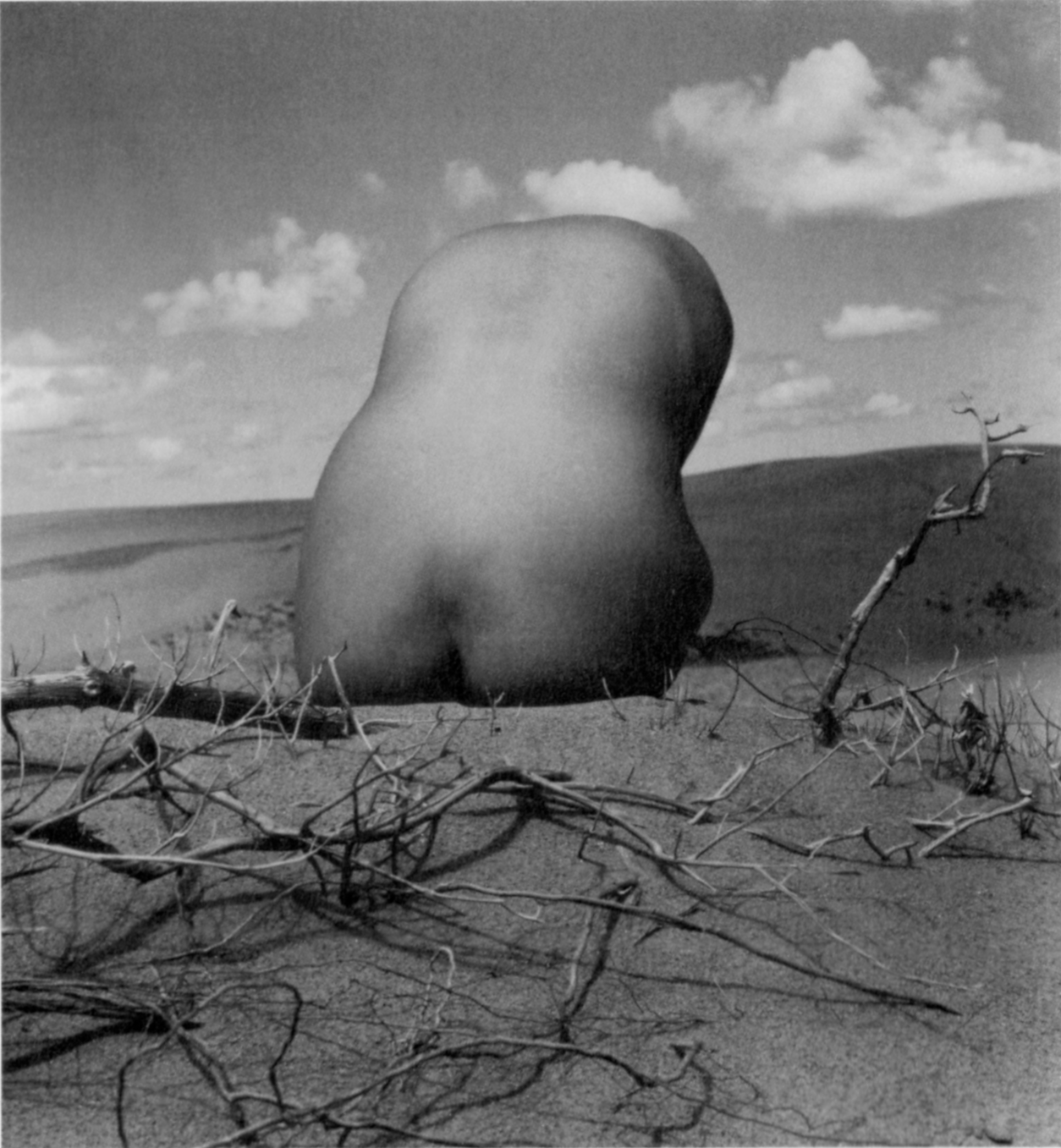
『砂丘ヌード』(1951年)